# Колану (Дамбовица)
Колану (рум. Colanu) насеље је у Румунији у округу Дамбовица у општини Улми. Oпштина се налази на надморској висини од 266 m.

## Становништво
Према подацима из 2002. године у насељу је живело 277 становника, од којих су сви румунске националности.